# Gustav Adolf Riecke

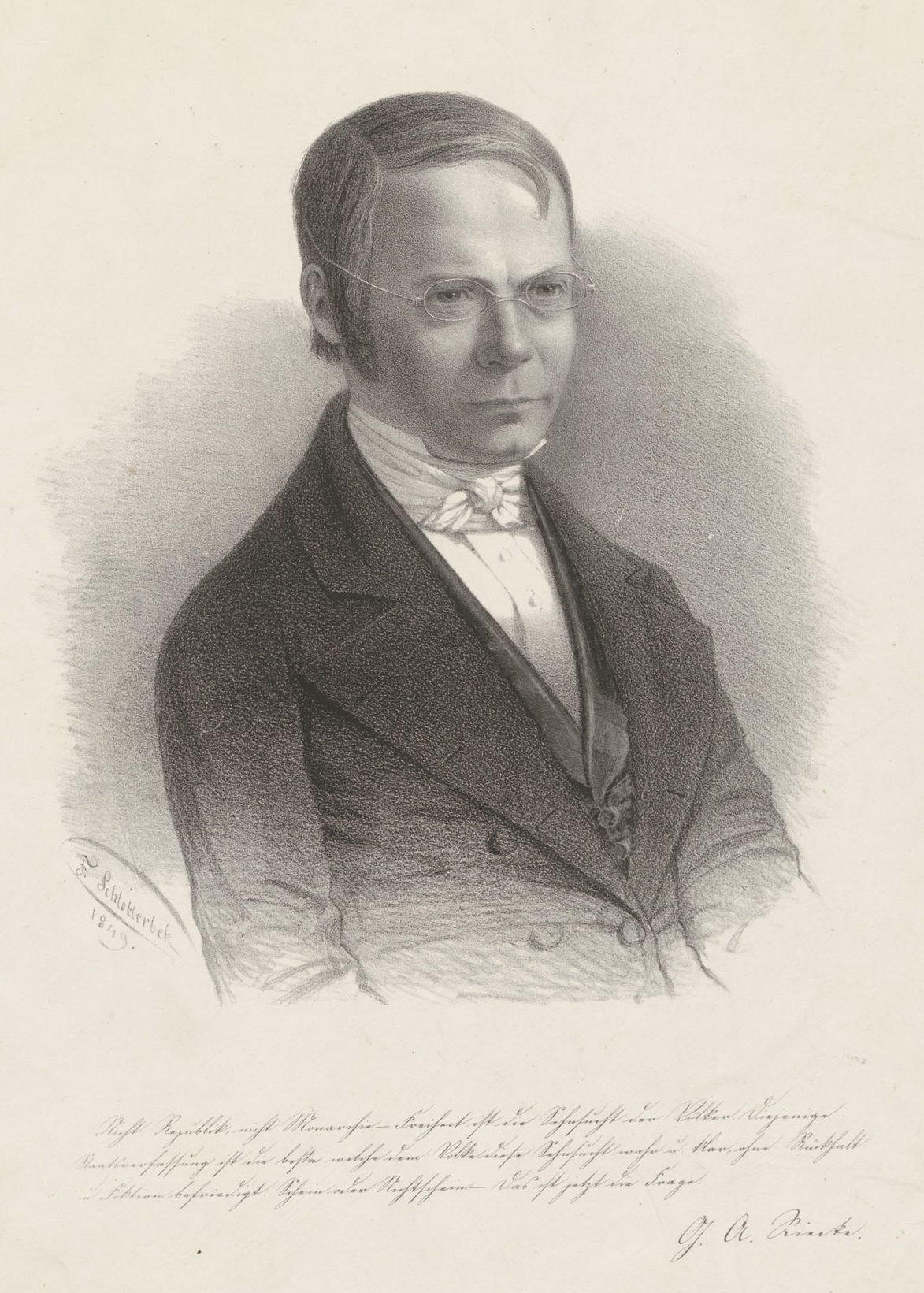
Gustav Adolf Riecke, Porträt von F. Schlotterbek (1849). Beschriftung: „Nicht Republik, nicht Monarchie – Freiheit ist die Sehnsucht der Völker. Diejenige Staatsverfassung ist die beste, welche dem Volke diese Sehnsucht wahr u. klar, ohne Rückhalt u. Fiktion befriedigt. Schein oder Nichtschein – das ist jetzt die Frage. G. A. Riecke.“

Gustav Adolf Cornaro Riecke (* 19. Mai 1798 in Altstuben, Königreich Ungarn; † 8. Januar 1883 in Esslingen am Neckar) war ein württembergischer evangelischer Geistlicher und Pädagoge.

## Leben
Gustav Adolf Riecke wurde in Altstuben in der damals zum habsburgischen Königreich Ungarn gehörenden Slowakei als Sohn des Pfarrers Victor Heinrich Riecke geboren und ist Spross der württembergischen Familie Riecke. Dieser betreute von Brünn aus die deutschsprachigen Protestanten der Region. Gustav absolvierte 1815 bis 1820 das Studium der Theologie am Tübinger Stift und unternahm anschließend eine Bildungsreise durch Deutschland und die Schweiz, bei der er unter anderem Johann Heinrich Pestalozzi kennenlernte. 1822 bis 1824 war er Repetent im Stift in Tübingen. 1824 wurde er Diakon und Leiter eines Privatschullehrerseminars in Besigheim. Er heiratete in Stuttgart am 12. Mai 1825 Auguste Stockmayer (* 9. September 1805 in Stuttgart; † 3. Februar 1893 Esslingen), eine Tochter des württembergischen Landschaftssekretärs Friedrich Amandus Stockmayer (* 13. Okt 1760 in Stuttgart; † 2. Februar 1837 ebenda).
Riecke wurde 1828 Pfarrer in Gutenberg, 1832 Pfarrer und Oberinspektor des Waisenhauses in Weingarten.
Von 1838 bis 1851 war Riecke Rektor des Lehrerbildungsseminars in Esslingen, der damals einzigen staatlichen Ausbildungsstätte für Volksschullehrer im Königreich Württemberg. Er gilt als einer der bedeutendsten Pädagogen seiner Zeit und war 1840 Mitbegründer des Württembergischen Volksschullehrervereins, der sich unter anderem für die Lösung der Volksschule von kirchlichen Einflüssen starkmachte.
1849/50 gehörte Riecke für den Oberamtsbezirk Esslingen den verfassungsgebenden Landesversammlungen in Stuttgart an (2. Kammer der Abgeordneten). Wegen staatsfeindlicher und demokratischer Gesinnung wurde er 1851 in die Pfarrei Loffenau zwangsversetzt. Sein Nachfolger als Rektor des Lehrerseminars wurde Karl Christoph Stockmayer. Nach seiner Zurruhesetzung (1871) ließ Riecke sich wieder in Esslingen nieder, wo er 1883 starb.

## Werke
- Erziehungslehre. Stuttgart: Franckh, 1851 (Digitalisate 1. Aufl. 1851; 2. Aufl. 1858; 3. Aufl. Stuttgart: Conradi, 1870; 4. Aufl. 1874)
- Die wechselseitige Schul-Einrichtung und ihre Anwendung auf Würtemberg. Esslingen: Harburger, 1846 (Digitalisate Bibliothek für Bildungsgeschichtliche Forschung, MDZ München)